# Horst-Günter Rubahn

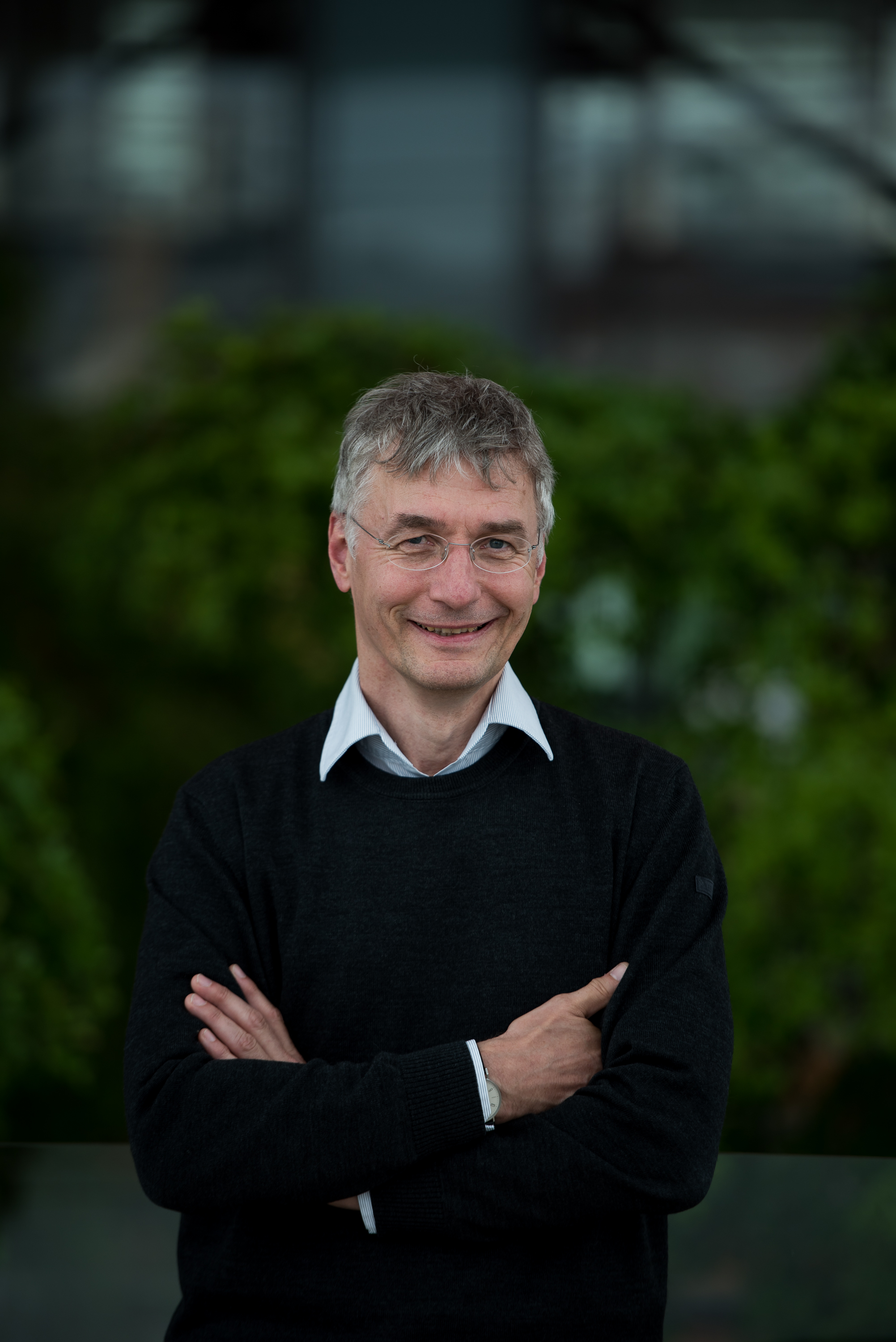
Horst-Günter Rubahn (2017)

Horst-Günter Rubahn (* 21. September 1959 in Flensburg) ist ein deutscher Physiker und Professor. Seine Kernforschungsthemen sind organische Ultradünnschichten, Photonik, Laser und Nanotechnologie. Er ist Direktor des Mads Clausen Instituts an der Technischen Fakultät der Syddansk Universitet (SDU) in Sønderborg (Dänemark).

## Leben und Wirken
Horst-Günter Rubahn ist der Sohn von Margot Rubahn (geb. Schacherer) und Günter Rubahn, Fregattenkapitän bei der Marine. Bedingt durch den Beruf des Vaters zog die Familie etliche Male um und Horst-Günter Rubahn verbrachte seine frühe Kindheit mit seiner jüngeren Schwester Helke († 2010) und seiner Mutter zunächst in Hamburg, von wo die Familie 1967 zunächst nach Mönchengladbach, dann nach Grafschaft und schließlich nach Fedderwarden, Wilhelmshaven, weiterzog. Nach seinem Abitur an der Humboldt-Schule (seit 2012 Neues Gymnasium Wilhelmshaven) und seinem Wehrdienst (15 Monate) bei der Marine in den Jahren 1978–1979 zog er 1979 zum Studieren nach Göttingen.
In seiner Jugend interessierte Horst-Günter Rubahn sich für Science-Fiction. Zwischen 1977 und 1986 schrieb und veröffentlichte er zahlreiche Science-Fiction-Geschichten, zum großen Teil unter verschiedenen Pseudonymen wie Claude Faine, unter anderem in der Romanheft-Reihe SF Science Fiction, für die er auch einige Titelbilder gestaltete.

## Ausbildung und beruflicher Werdegang
Horst-Günter Rubahns Hauptinteresse galt und gilt der Physik. An der Georg-August-Universität Göttingen studierte er im Zuge seiner schriftstellerischen Aktivitäten anfänglich zusätzlich zwei Semester Germanistik und ein Semester Philosophie, ehe er sich schließlich ganz der Physik widmete.
Nach dem Diplom (rer. nat.) in Physik 1984 promovierte er 1988 am Max-Planck-Institut für Strömungsforschung (seit 2004 Max-Planck-Institut für Dynamik und Selbstorganisation) mit seiner Dissertation Reaktive und Anisotrope elastische Streuung hoch Laser-schwingungsangeregter zweiatomiger Moleküle, die er mit magna cum laude abschloss. Für seine Forschung als Postdoc erhielt er 1989 ein Forschungsstipendium der Deutschen Forschungsgemeinschaft (DFG) und verbrachte bis 1990 ein Jahr an der Stanford University in Kalifornien. Darauf folgte ein dreijähriges Habilitationsstipendium, ebenfalls von der DFG. 1998 erlangte er durch seine Habilitationsschrift Nonlinear optics at rough surfaces die venia legendi.
Von 1999 bis 2005 arbeitete Horst-Günter Rubahn als Professor am Physikinstitut der Syddansk Universitet in Odense. 2006 zog er mit seiner Forschungsgruppe in das neu errichtete Campusgebäude Alsion in Sønderborg. Dort baute er den einzigen Reinraum im südlichen Dänemark auf unter dem Dach des Nanotechnologiezentrums SDU NanoSYD am Mads Clausen Institut, dessen Leitung er übernahm und bis heute innehat. Mit dem Ruf nach Sønderborg folgte eine ordentliche Professur. Seit 2012 ist Rubahn Direktor des Mads Clausen Instituts, wobei er von Mai 2014 bis Februar 2015 zugleich als konstituierter Dekan der Technischen Fakultät tätig war. Der nun immer stärker werdende Einfluss der industriegetriebenen Forschung auf Rubahns Arbeiten wird durch den Namensgeber des Instituts deutlich: Mads Clausen ist der Gründer des dänischen Danfoss Konzerns.

## Auszeichnungen
- 2011: Ernennung zum Forscher des Jahres[3] durch den BHJ-Fond[4]. Die dänische Tageszeitung Berlingske zitiert ihn in ihrem Artikel vom 11. Februar 2011: Das Gebiet um Sonderburg und Flensburg soll zu einem hochtechnologischen Leuchtturm werden, dessen Licht von überall auf der Welt zu sehen ist. Dies können wir erreichen, indem wir das große Potenzial nutzen, das in der süddänischen und norddeutschen Region vorhanden ist, und indem wir hochmoderne Forschungsprojekte durchführen. Diese Region kann zu einem Kraftzentrum werden.[5] (aus dem Dänischen übersetzt).
- 2015: Verleihung des Ehrendoktortitels (Doctor honoris causa) der Technischen Universität Kaunas für seine langjährige Zusammenarbeit innerhalb der Mikro- und Nanotechnologie sowie seinem großen Beitrag zur Förderung des Potenzials junger Wissenschaftler.[6] Horst-Günter Rubahn bei seiner Antrittsvorlesung in Kaunas, 2015

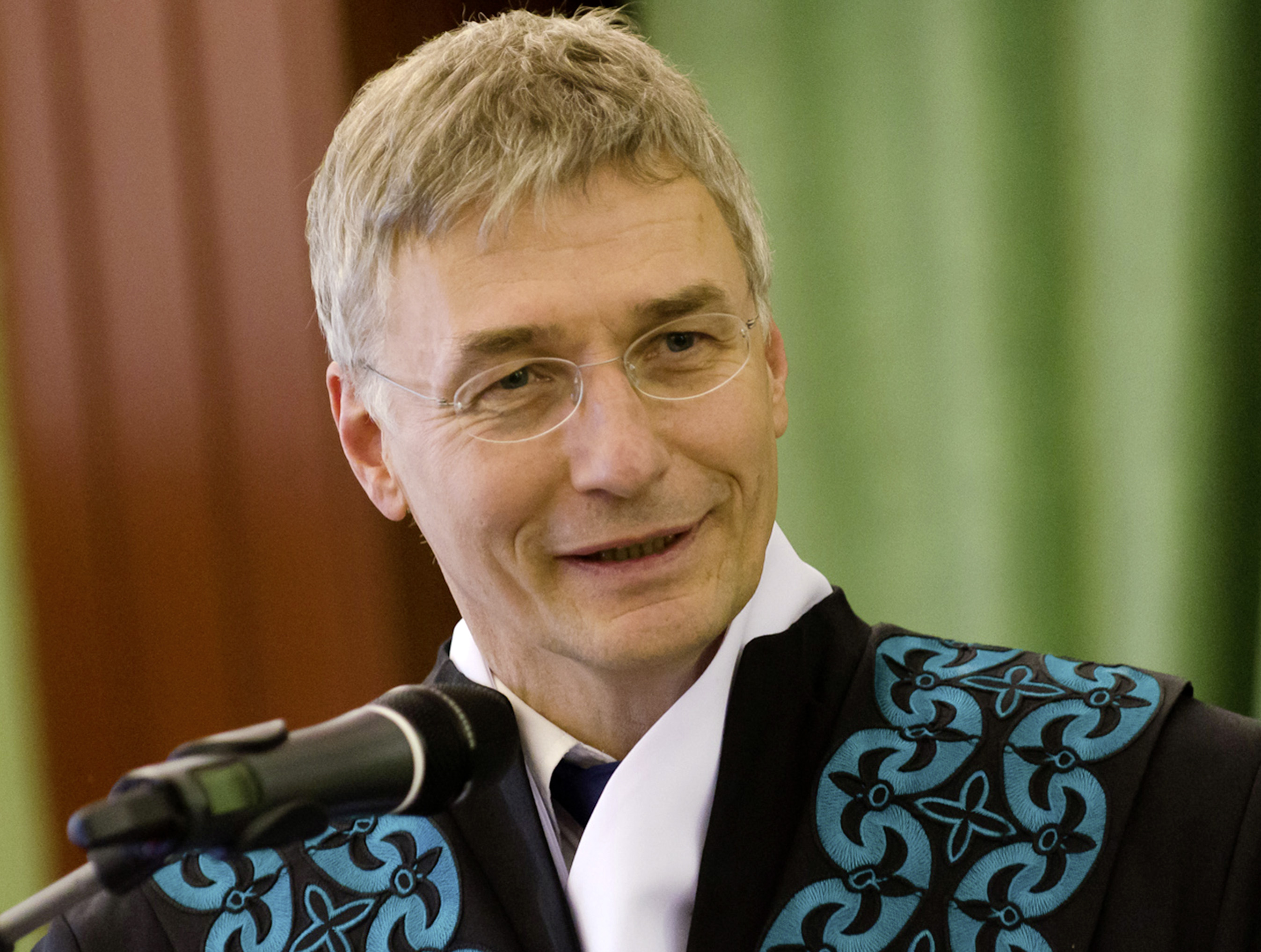
Horst-Günter Rubahn bei seiner Antrittsvorlesung in Kaunas, 2015

- 2017: Auszeichnung der regionalen Tageszeitung Fyens Stiftstidende mit dem Stiftstidendes Forskerpris[7] für sein Wirken und seine Forschung in der Nanotechnologie[8].

## Funktionen in Fachgesellschaften (Auswahl)
- 2001–2004: Vorstandsmitglied des Physikinstituts, SDU Odense
- 2005–2009: Vorsitzender der Graduiertenschule Mesoscopic Structures, Optics and Dynamics
- 2005–2012: Gründer und CSO der Firma Nanofiber A/S
- seit 2006: Vorstandsmitglied des Center for Interface Science, Carl von Ossietzky Universität Oldenburg
- seit 2006: Leiter des Forschungszentrums SDU NanoSYD der Technischen Fakultät, Syddansk Universitet
- seit 2007: Mitglied des Physics and Materials Science Expertenpanels der Europäischen Kommission
- seit 2008: Vorstandsmitglied der europäischen Graduiertenschule PCAM - Physics and Chemistry of Advanced Materials[9]
- 2009–2012: Leiter des Forschungs-Ausbildungsprogramms Functional Materials and Nanotechnology, Technische Fakultät, Syddansk Universitet
- 2010–2015: Mitglied des Expertenpanels der Danish National Advanced Technology Foundation, HTF
- 2011–2014: Vorstandsmitglied des Lean Energy Cluster
- 2012: Gründer und CSO der Firma NanOrig A/S
- seit 2012: Leiter des Campus Sønderborg der Syddansk Universitet
- 2012–2016: Vorstandsmitglied der Mechatronic Society (Mekatronisk Selskab) der DTU (Danmarks Tekniske Universitet)
- seit 2013: Mitglied der SUS - Støttegruppen for Universitetsuddannelser i Sønderjylland (Gruppe zur Förderung der Universitätsausbildungen in Südjütland)
- seit 2013: Mitglied der DNA - Danmarks Naturvidenskabelige Akademi
- 2014–2015: Mitglied des Odense Universitetshospital Innovationsråd
- 2014–2017: Vorstandsmitglied der iFabrikken, Sønderborg
- seit 2016: Leiter und Vorstandsmitglied des Mads Clausen Instituts der Technischen Fakultät, Syddansk Universitet
- 2014–2020: Mitglied der Horizon 2020 Advisory Group for Nanotechnologies, Advanced Materials, Biotechnology and Advanced Manufacturing and Processing
- seit 2014: Mitglied im Kuratorium der NiNa - Norddeutsche Initiative Nanotechnologie Schleswig-Holstein e.V.
- seit 2014: Vorstandsmitglied der Concert Hall Alsion
- seit 2015: Mitglied der HCAndersen Academy der SDU
- 2015–2019: Vorstandsmitglied des SIS - Sønderborg Iværksætter Service
- 2016–2017: Interimsleitung der Sektion Technology Entrepreneurship and Innovation der Technischen Fakultät, Syddansk Universitet
- 2016–2018: Stellvertretender Vorsitzender der europäischen Graduiertenschule PCAM - Physics and Chemistry of Advanced Materials
- seit 2016: Vorstandsvorsitzender der Eigentümervereinigung Alsion, Sønderborg
- 2017–2018: Interimsleitung der Sektion Electrical Engineering der Technischen Fakultät, Syddansk Universitet
- 2017–2018: Interimsleitung des Centre for Industrial Electronics der Technischen Fakultät, Syddansk Universitet
- 2017–2020: Danish national expert nanotechnology der Horizon 2020 Advisory Group for Nanotechnologies, Advanced Materials, Biotechnology and Advanced Manufacturing and Processing
- seit 2017: Mitglied des Industrierats der DNA - Danmarks Naturvidenskabelige Akademi
- seit 09/2017: Vorstandsmitglied im House of Science, Sønderborg
- seit 09/2018: Vorstandsmitglied der Nordic Nanovation der Aalto University, Finland
- seit 09/2018: Mitglied der DG (direction générale) Centre of Excellence der Syddansk Universitet
- 2018–2020: Interimsleitung der Sektion Mechatronics der Technischen Fakultät, Syddansk Universitet
- seit 2018: Vorsitzender der europäischen Graduiertenschule PCAM - Physics and Chemistry of Advanced Materials
- seit 2020: Vorstandsmitglied bei DANFIX - Danish National Infrastructure for X-ray Imaging
- seit 2022: Vize-Vorsitzender des Kuratoriums der Phänomenta, Flensburg
- seit 2022: Mitglied im Interreg-Ausschuss[10] für das Programm Interreg Deutschland-Danmark (6A)
- seit 2023: Mitglied des Kuratoriums der Norddeutschen Initiative Nanotechnologie (NINa), Kiel[11]
- seit 2023: Mitglied des Forschungsrats für den Bereich Technology and Production Sciences des Independent Research Fund Denmark[12]

## Errungenschaften und technische Entwicklungen

### Neuartige Laseranwendungen
(Quellen: )
Zustandsselektive Bestimmung der Einzelstoßquerschnitte von Alkalimolekülen
Die Messung von Streuquerschnitten einfacher Alkalimoleküle (Lithium, Natrium) erlaubt es, Wechselwirkungspotentiale zu berechnen, die wiederum benutzt werden können, um mikroskopische und makroskopische Eigenschaften (z. B. Leitfähigkeit, thermische Kapazität usw.) vorherzusagen. Lithium und Natriummoleküle sind besonders geeignet, weil a) Laser benutzt werden können, um einzelne Rotationsschwingungszustände anzuregen und damit selektiv auszumessen, b) z. B. moderne Batterien wesentlich von den Eigenschaften dieser Elemente bestimmt werden und c) grundlegende Experimente zu z. B. ultrakalter Materie und Quantenspeicherung mit Alkaliatomen und -molekülen durchgeführt werden.
Optik von Alkaliatomen nahe rauer Oberflächen
Die wohlbekannte elektronische Struktur von Alkaliatomen macht sie zu interessanten Testatomen, z. B. für die Untersuchung der Wechselwirkung von angeregten Dipolen mit der realen Bandstruktur rauer Metalloberflächen inklusive lokaler und nichtlokaler Multipolwechselwirkungen. Herausfordernd ist hier eine gute (nanometerpräzise) Definition des Abstands der Atome zur Oberfläche, die durch Benutzung ultradünner organischer Filme (Langmuir-Blodgett Filme oder selbst-organisierender Monolagen) gelang.
Oberflächengebundene Alkaliatome und Cluster
- Photodesorption[21][22][23][24]
- Nichtlineare Optik[25][26][27][28][29][30][31]
- ultra-schneller Zerfall elementarer Anregungen[32][33][34][35]

Absorption, Photodesorption und generell zustandsselektive lineare und nicht-lineare Anregung und der folgende optische Zerfall von Alkaliatomen, -molekülen und Clustern auf oder nahe Oberflächen vermitteln Einblicke in grundlegende Wechselwirkungen zwischen Teilchen und Oberflächen in der Anwesenheit von Photonen. Diese wiederum können genutzt werden, um neuartige, oberflächenstrukturbasierte Bauelemente zu entwickeln.
Laser-Oberflächenbearbeitung
Die rasante Weiterentwicklung des Lasers in den 80er und 90er Jahren des 20. Jahrhunderts öffnete eine Vielzahl neuer Möglichkeiten, mit Lasern Oberflächen unterschiedlichster Materialien definiert zu strukturieren und zu manipulieren. Auf der Grundlage eigener Arbeiten am Max-Planck-Institut und am Laserlabor Göttingen hat Horst-Günter Rubahn eigenständig und zusammen mit Kollegen Monographien zu diesem Thema verfasst.

### Neuartige organische dünne Schichten und Aggregate
Organische molekulare Nanotechnologie (OMN)
Horst-Günter Rubahn entwickelte langfristig das Konzept der organischen molekularen Nanotechnologie mit. Auf der Basis eines molekularen Bausteins (organisches Molekül) mit chemisch geschneiderter Funktionalität werden über einen oberflächenvermittelten Selbstorganisationsprozess größere Aggregate mit gewünschter Funktionalität erzeugt, die dann von der Templatoberfläche entfernt und in Bauelemente integriert werden.
Als Templat wurde Glimmer genutzt, der durch Spaltung die einfache Erzeugung wohldefinierter kristalliner Oberflächen ermöglicht. Auf Glimmer wachsen p6P (para-Hexaphenylen) und andere Polyphenylene in der Form von geordneten, manchmal kristallinen Nanofasern. In Rubahns Arbeitsgruppe wurde gezeigt, dass damit nanoskalierte optische Elemente wie Wellenleiter, Frequenzverdoppler, Laser und Plasmonenkoppler hergestellt werden können, aber auch Transistoren und elektrisch getriebene Lichtquellen.
Das Anwendungspotential der OMN führte zu einigen Patentanträgen und zur Gründung zweier mäßig erfolgreicher Start-Up Firmen, Nanofiber A/S (2005–2013) und NanOrig A/S (2011–2020)
Ultradünne organische Filme
Neben der Herstellung diskontinuierlicher organischer dünner Filme als Basis der OMN lassen sich auch kontinuierliche organische Filme wohl definierter Dicke für Energie-Bauelemente optimieren. Dies schließt die Herstellung flexibler elektro-luminiszierender Filme, Transistoren und organischer Solarzellen ein.

### Forschung in der Grenzregion: Nanotechnologie und Leistungselektronik
Nanotechnologie-Zentrum NanoSYD in Sønderborg
2007 hat Horst-Günter Rubahn das Nanotechnologie-Zentrum NanoSYD an der SDU in Sønderborg gegründet, das den einzigen Reinraum in Süddänemark betreibt und Nano- und Mikrotechnologie in relevanten Ingenieurausbildungen etabliert hat. Viele dieser Ausbildungsrichtungen wurden allerdings aufgrund mangelnden Interesses der Universität von Süddänemark wieder aufgegeben, wie z. B. die Nanotechnologie. Thematisch fokussiert NanoSYD auf Dünnschichttechnologie, Sensorentwicklung, avancierte Bildgebung z. B. mit Ionenmikroskopie und Nanooptik. Seit 2015 ist die Entwicklung neuartiger dünner und flexibler Solarzellen auf der Basis organischer Moleküle und Perovskiten ein besonderer Schwerpunkt, seit 2020 auch die Entwicklung nanostrukturierter dreidimensionaler smarter Materialien.
NanoSYD fördert grenzüberschreitender Forschungs- und Entwicklungsprojekte im Rahmen der EU Förderprogramme Interreg 4, 5, 6 und arbeitet z. B. mit der Norddeutschen Initiative Nanotechnologie (NINa) zusammen. Im Jahre 2021 wurden das Centre for Materials Analysis and Characterization (C:MAC) und 2022 das Centre for Advanced Photovoltaics and Thin-film Energy Devices (CAPE) aus NanoSYD ausgegründet. Prof. Morten Madsen, ein ehemaliger Doktorand und Protegé aus Rubahns Gruppe, leitet CAPE. In einem Beitrag auf der Webseite der SDU wird er fast poetisch beschrieben: „Ein Hauch von Arroganz wäre verständlich gewesen, wenn man das erreicht hat, was er erreicht hat, aber wenn der sanftmütige Füne einen professionellen Stolz hat, dann versteckt er ihn gut hinter einem ewigen Lächeln und einem stets höflichen - vielleicht sogar bescheidenen - Auftreten. Wenn man Morten Madsen mit einem Wort beschreiben würde, käme einem als erstes Ruhe in den Sinn. Aber das wäre falsch. Denn wenn man ihn nach seinen Forschungen fragt, fangen seine Augen an zu funkeln und verraten einen ganz besonderen Charakterzug: Neugierde.“ (aus dem Englischen übersetzt).
Centre for Industrial Electronics in Sønderborg
Seit 2010 hat Horst-Günter Rubahn mit Kolleginnen aus Odense daran gearbeitet, ein Zentrum für Leistungselektronik in der Grenzregion zu etablieren. Dies war im Wesentlichen durch die industrielle Präsenz zu diesem Thema motiviert, nicht durch wissensgetriebene Forschung. Dafür wurde deswegen auch die Nanotechnologie-Ausbildung an der SDU geopfert. Nach verschiedenen Versuchen im Rahmen eines Fraunhofer Aninstituts und eines industrienahen Instituts in Flensburg ist es 2017 durch einen Zusammenschluss von Industrie, Kommune, Universität und Region gelungen, das Zentrum für industrielle Elektronik („Centre for Industrial Electronics“) an der SDU in Sønderborg zu etablieren. Das Zentrum beschäftigt sich mit der industrienahen Entwicklung von Halbleiterelektronik mit breitem Bandabstand, neuartigen passiven Elektronikkomponenten, Motorsteuerung und Untersuchungen zur elektromagnetischen Kompatibilität (EMC Prüfeinrichtung). Aufgrund seines Erfolgs diente das Zentrum als Blaupause für das Zentrum für industrielle Mechanik („Centre for Industrial Mechanics“) (gegr. 2020) und das Zentrum für industrielle Software („Centre for Industrial Software“) (gegründet 2023), mit einer noch stärkeren Zuwendung zur Serviceforschung für die lokale Industrie. Sowohl das Centre for Advanced Photovoltaics and Thin-Film Energy Devices (CAPE) als auch das Centre for Industrial Mechanics sind stark in der Militär-Forschung aktiv.

### Covid-19, Krebs- und Zebra-Fisch-Forschung in Sønderborg
Im Zusammenhang mit der Covid-19-Pandemie hat Rubahn zusammen mit indischen Kolleginnen essentielle Beiträge zur Krebs- und Covid-19-Forschung geleistet, wofür eine seiner Mitarbeiterinnen mit einem Innovations-Preis der BHJ-Stiftung ausgezeichnet wurde. Unter seiner Ägide wurde außerdem die Forschung an Zebra-Fischen voran getrieben.

### Klimakonferenzen
Horst-Günter Rubahn ist einer der Organisatoren der Klima-Konferenzen in Sønderborg und Flensburg.